# Prealpy Weneckie
Prealpy Weneckie (wł. Prealpi Venete) - grupa górska w Prealpach Włoskich, części Alp Wschodnich. Leży w północnych Włoszech, w regionach Wenecja Euganejska i Trydent-Górna Adyga. Najwyższym szczytem jest Col Nudo, który osiąga wysokość 2472 m.
Prealpy Weneckie dzielą się na dwie części: Prealpi Vicentine i Prealpy Belluńskie.
Pasmo to graniczy z: Prealpi Luganesi na zachodzie, Alpami Retyckimi na północy i północnym wschodzie oraz z Prealpi Bresciane e Gardesane na wschodzie.
Najwyższe szczyty:
- Col Nudo - (2472 m),
- Cima Dodici - (2341 m),
- Cima Portule - (2310 m),
- Cima Carega - (2259 m),
- Cima Palon - (2232 m).